# Ковалёв, Владимир Андреевич
Владимир Андреевич Ковалёв (23 ноября 1934 — 29 сентября 2023) — советский хозяйственный, государственный и политический деятель.

## Биография
Родился в 23 ноября 1934 года в таёжном селе Анпо-Алтынаково Крапивинского района Кемеровской области. 
Член КПСС.
С 1958 года — на хозяйственной, общественной и политической работе. В 1958—2010 гг. — помощник мастера, мастер, конструктор КБ, начальник КБ, главный инженер, директор Ярославского судостроительного завода, председатель исполкома Ярославского городского Совета народных депутатов, первый секретарь Ярославского горкома КПСС, первый заместитель председателя, председатель исполкома Ярославского областного Совета народных депутатов, генеральный директор ООО «Ассоциация делового сотрудничества — 2000».
Избирался народным депутатом России. Был членом Совета Национальностей Верховного Совета РСФСР, членом Комитета по вопросам экологии и рационального использования природных ресурсов, членом фракции «Отчизна». Делегат XXVII съезда КПСС.
Жил в Ярославле.
Почётный гражданин города Ярославля и Ярославской области, член Общественной палаты Ярославской области (2008-2021) и Общественной палаты города Ярославля (2021-2023).